# Document Composition Facility
Document Composition Facility （DCF、文書構成プログラム）　は、IBM が開発・販売している、メインフレームを中心とした文書構成管理用のソフトウェア製品である。

## 概要
DCFは巨大・複雑・重要な文書を、幅広い領域で構成管理するためのソフトウェア製品である。DCFは、IBMの電子帳票ソリューションであるAdvanced Function Presentation(AFP)またはPostScript、そしてテキスト整形ツール（マークアップ言語）であるGeneralized Markup Language (GML)、GMLを標準化したISO 8879 Standard Generalized Markup Language (SGML)、更にHyperText Markup Language (HTML)、Extensible Markup Language (XML)などをサポートする。
DCFはSystem z上の以下の環境で稼働する。
- CICS （OS/390、z/OS、VSE）
- CMS （VM）
- TSO （OS/390、z/OS）